# Wisłok
Wisłok er en flod der løber i det sydøstlige Polen, en biflod til floden San, med en længde på 220 kilometer og et afvandingsareal på 3.538 km² (det hele i Polen). Roden til navnet Vis-lok er indoeuropæisk eller præ-indoeuropæisk .
De første vejbroer af metal blev bygget i Galicien. Der var broer på Wisłok-floden i Rzeszów (1877) og Raba i Książnica (1877). Konstruktionen af de første gittermetalbroer i Polens område.

## Historie
Der er ingen data om områdets bosættelser i den tidlige jernalder, da en gammel handelsrute krydsede regionen langs Wisłoks floddal. Wisłok-dalen må have været en vigtig handelsrute og menneskelig bosættelsesområde allerede i det 9. eller 10. århundrede. Regionen blev efterfølgende en del af Stormæhren. Efter ungarske stammers invasion i hjertet af Stormæhren omkring 899, erklærede Lendiserne der boede i området, deres troskab til det ungarske imperium. Regionen blev derefter et sted for strid mellem Polen, Kijevriget og Ungarn, der startede senest i det 9. århundrede. Området blev nævnt første gang i 981 (af Nestor), da Volodymyr den Store af Kievan Rus overtog området på vej ind i Polen. I 1018 vendte den tilbage til Polen, 1031 tilbage til Rus, i 1340 vandt Kasimir 3. af Polen den tilbage
I historiske optegnelser blev floden første gang nævnt i 1372. Under det Ruthenske Voivodeskab (966 - 1018, 1340-1772) og i løbet af 1918 - 1939 var regionen en del af Polen.
Faktisk fandt den intensive udvikling af bosættelser i regionen sted i det 13.-15. århundrede. Bosættelserne var placeret i henhold til den tyske lov inden for et område omgivet af Wisłok og Wisłoka-floderne. Tyskerne slog sig ned i kongeriget Polens territorium (det nuværende Voivodskabet Nedrekarpater (Województwo podkarpackie) fra det 14. til det 15. århundrede, mest efter at regionen var vendt tilbage til polsk indflydelsessfære i 1340, efter Kasimir 3. af Polen indtog byerne i Røderusland. Der var sandsynligvis nogle isolerede bosættere i området Krosno, Sanok, Łańcut, Biecz og Rzeszów tidligere. Tyskerne blev normalt tiltrukket af konger, der søgte specialister i forskellige håndværk og minearbejdere. De bosatte sig normalt i nyere markeds- og minebyer. De vigtigste bosættelsesområder var i nærheden af Krosno og nogle sprogøer i Pits og Rzeszów-regionerne. Nybyggerne i Pits-regionen var kendt som Uplander Sachsen. Indtil omkring det 15. århundrede bestod de herskende klasser i de fleste byer i området næsten udelukkende af tyskere.
Det tilhørte i 1772-1918 det østrigske imperium, senere det østrigsk-ungarske imperium, da dobbelt monarkiet blev indført i Østrig. Denne del af Polen var kontrolleret af Østrig i næsten 120 år. På det tidspunkt var området (inklusive vest og øst for det Nedrekarpatiske Voivodeship) kendt som Galicien.

## Geografi
Byer:
- Besko
- Haczów
- Krościenko Wyżne
- Krosno
- Wojaszowka
- Frysztak
- Wiśniowa
- Strzyżów
- Czudec
- Boguchwała
- Rzeszów
- Czarna
- Białobrzegi
- Tryncza

De vigtigste bifloder:
- Surowica
- Morawa
- Lubatówka
- Izwor
- Pielnica
- Stobnica
- Mleczka
- Mikośka
- Strug